# Pedro Salinas
Pedro Salinas Serrano (n. 27 noiembrie 1891, Madrid, Noua Castilie⁠(d), Spania – d. 4 decembrie 1951, Boston, Massachusetts, SUA) a fost un scriitor spaniol, poet, critic și profesor universitar. Este unul dintre cei mai de seamă reprezentanți ai Generației lui 27. Se mută în Statele Unite după izbucnirea Războiului Civil Spaniol în 1936.

## Lucrări publicate

### Proză
- Vísperas del gozo (1926)
- La bomba increíble (1950) - roman despre ororile bombei atomice
- El desnudo impecable y otras narraciones (1951).
- Literatura española. Siglo XX (1940)
- Jorge Manrique o tradición y originalidad (1947)
- La poesía de Rubén Darío (1948)*

Ca dramaturg nu prea este cunoscut.

### Poezie
- Presagio, 1923.
- Seguro azar, 1929.
- Fábula y signo, 1931.
- La voz a ti debida, 1933.
- Razón de amor, 1936.
- Error de cálculo, 1938.
- Lost Angel and Other Poems, Baltimore, 1938 (antologie bilingvă cu poeme inedite. Trad. de Eleanor L. Thurnbull).
- Poesía junta, 1942.
- El contemplado (Mar; poema), 1946.
- Todo más claro y otros poemas, 1949.
- Poesías completas, 1955
- Poesías completas, 1956
- Volverse y otros poemas, 1957.
- Poesía completas, 1971.

## Teatru
- El director (1936)
- El parecido (1942–1943)
- Ella y sus fuentes (1943)
- La bella durmiente (1943)
- La isla del tesoro (1944)
- La cabeza de la medusa (1945)
- Sobre seguro (1945)
- Caín o Una gloria científica (1945)
- Judit y el tirano (1945)
- La estratosfera. Vinos y cervezas (1945)
- La fuente del arcángel (1946)
- Los santos (1946)
- El precio (1947)
- El chantajista (1947)